# 후카이 마사키
후카이 마사키(일본어: 深井 正樹, 1980년 9월 13일 ~ )는 일본의 전 축구 선수이다.

## 구단 경력
과거 가시마 앤틀러스, 알비렉스 니가타, 나고야 그램퍼스, 제프 유나이티드 지바, V-파렌 나가사키, SC 사가미하라에서 활동하였다.